# ウェンセスラスはよい王様
『ウェンセスラスはよい王様』（ウェンセスラスはよいおうさま、英語原題：Good King Wenceslas）は良く知られたクリスマス・キャロルである。艱難を越えて、貧しい者に慈善を施すウェンセスラス王の行為と聖徳が称えられた歌である。日本では、「慈しみ深き王ウェンセスラス」のタイトルでも知られる。

## 概説

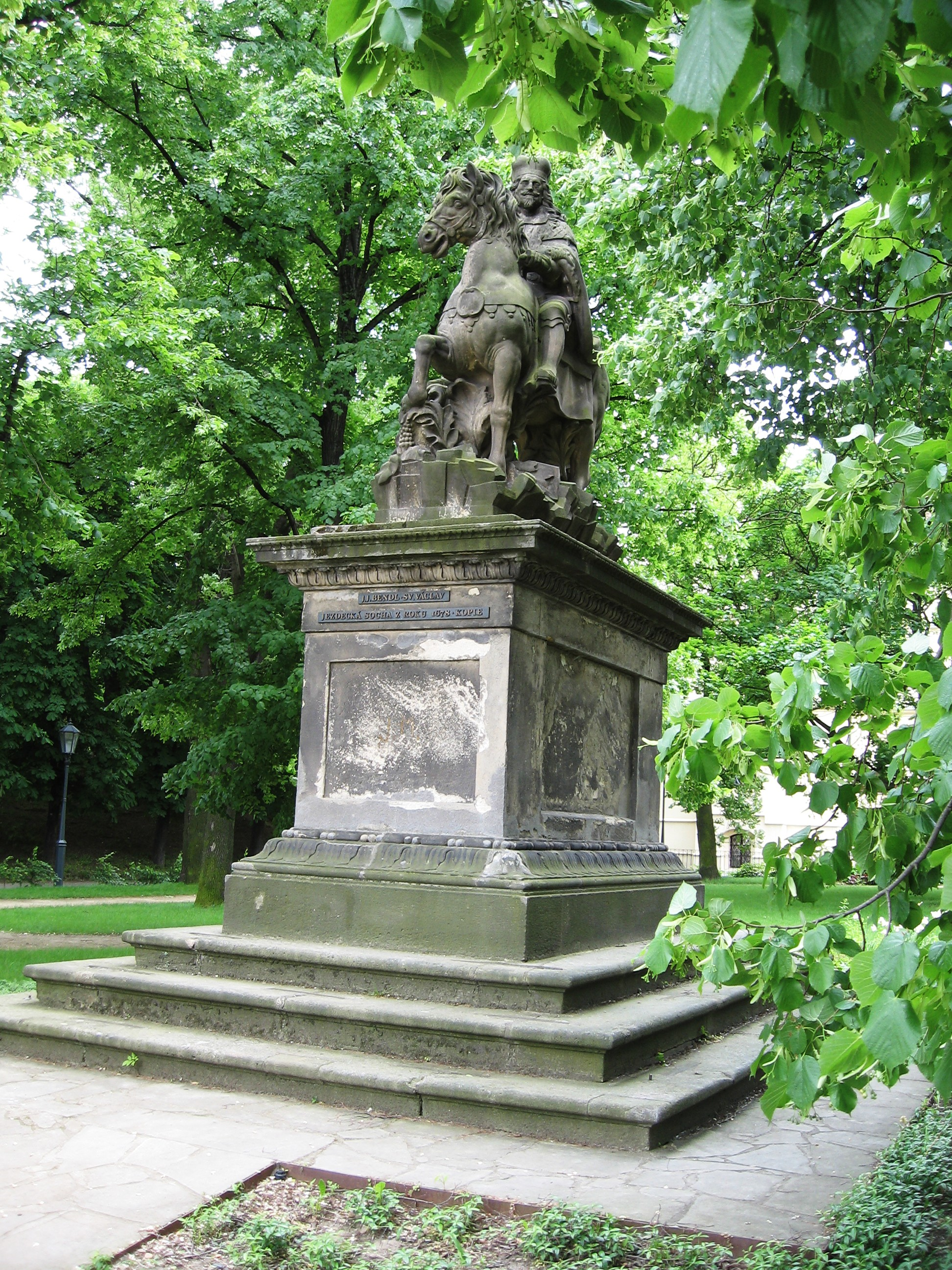
ヴァーツラフ1世騎馬像

### うたの内容
うたは、スティヴンマス（聖ステパノスの聖日、12月26日）の凍り付くばかりに寒い夜に、城の物見から外を見た王が、遙か彼方に小さな人影が、暖房の為の薪を集める姿に気づくところから始まる。小姓を呼んで「あれは何者か」と問うた王に、小姓は、「あれは聖アグネスの泉の傍らに住む小作農民です」と答える。
ウェンセスラス王はこの目出度い季節に、困窮している農民の姿に哀れみを覚え、善意の贈り物を与えることを思いつく。肉、葡萄酒、松材の薪を小姓に持って来させ、それらを携え、小姓と共に、遙か遠くの目的地目指す。しかし雪の深く積もった道は歩くのが困難で、身を切るばかりの寒風が吹きすさび、二人を凍りつかせる。小姓は、「もはや進めません」と王に訴える。
王は、「小姓よ元気を出せ。余が先に歩いて道を造ろう。そなたは、余の足跡の上を踏んで進めば、歩きやすいであろう」。王の言葉に従ってその足跡の上を歩くと、そこは雪が溶けて芝生の土となっており、暖かさが生まれているという奇蹟が生じる。聖なるウェンセスラス王の足跡を辿るものは、貧しい者に慈善を行い、それによって人は自分自身もまた幸いな者となるのである。こうして、うたはキリスト者の徳行を奨める言葉で終わる。

### 曲と歌詞
このうたのチューンは、13世紀の「春のキャロル」である「Tempus Adest Floridum 」（ラテン語で、「いまや花開く時ぞ」）に付けられていたもので、キャロルが最初に公刊されたのは、スウェーデン乃至フィンランドの『ピエ・カンツィオーネス（敬虔歌集）』（Piae Cantiones－古の司教達による教会と学校の敬虔歌集）においてで、1582年のことである。このキャロルはまた、「CB 142」としてカルミナ・ブラーナ（Carmina Burana ）中でも見出されている。「Tempus Adest Floridum 」は「花のキャロル（The Flower Carol）」として英語に翻訳され、ジーン・リッチー（Jean Ritchie）によって、「ウェンセスラスはよき王様」のチューンでレコーディングされ、アルバム『四季のキャロル』（1959年）に収められている。
1853年に、駐ストックホルム英国女王使節兼公使の G・J・R・ゴードン（ G. J. R. Gordon ）が、1582年版の「Piae Cantiones 」の稀覯書を、ジョン・メイソン・ニール師（Reverend John Mason Neale－サセックス州、サキヴィル大学監督官, warden of Sackville College）とトーマス・ヘルモア師（Reverend Thomas Helmore－ロンドン・チェルシー、聖マーク大学副学長）に提供した。この時点まで、イングランドではこの書籍はまったく知られていなかった。
ニールは幾つかのキャロルと聖歌を英語に翻訳し、1853年には、ニールとヘルモアは12篇のキャロルに加え、「Piae Cantiones 」から採用した旋律を含む書籍『クリスマス時節のキャロル（Carols for Christmas-tide ）』を出版した。更に翌1854年にも、12篇のキャロルを含む書籍『イースター時節のキャロル（Carols for Easter-tide ）』を出版した。書籍の出版の契機となった本『Piae Cantiones 』は、現在、ロンドンの大英博物館が所蔵していると云われる。
うたの歌詞は、こうした経緯においてニール（1818年－1866年）によって作詞されたものである。ニールは、おそらくずっと早い時期に聖歌の歌詞を書いていたのだと思える。彼はうたの元になった物語を、『Deeds of Faith（信仰の行い）』と関連付けた。

## 歴史上のウェンセスラス王

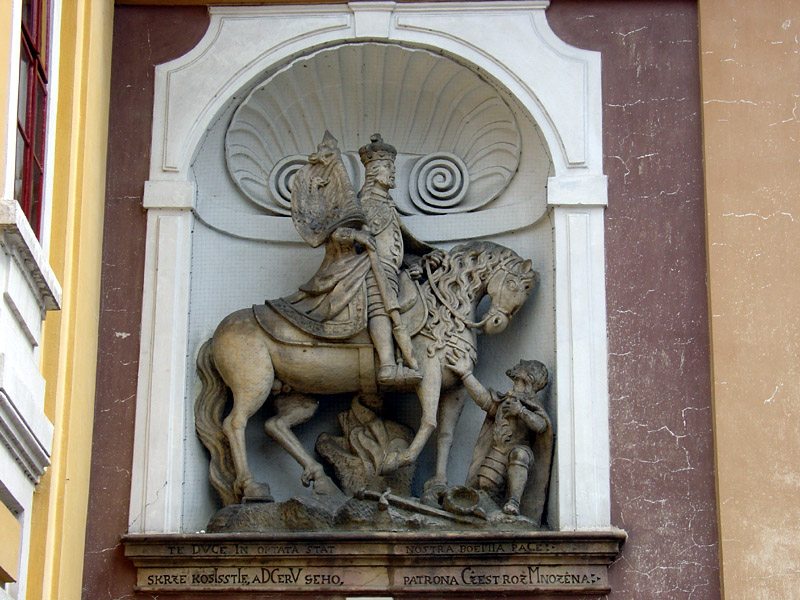
ボヘミア公ヴァーツラフ1世騎馬像

このうたのウェンセスラス王は、歴史的に実在したボヘミア公聖ヴァーツラフ1世がモデルとなっている。ヴァーツラフ1世は907年に生まれ、935年9月28日に暗殺された（929年死亡説もある）。ボヘミア公ヴラチスラフ1世の息子で、当時キリスト教の教線がボヘミア地方にも達し、父はキリスト教の信仰のなかに育ち、ヴァーツラフ1世もまたキリスト教を捧持した。
しかし、ボヘミアでは伝統宗教がなお勢力を持ち、貴族たちはキリスト教の到来によって自分たちの権威の失墜と支配権の喪失を恐れていた。ヴァーツラフ1世は父の教えに、続いて敬虔なキリスト教徒の祖母リュドミラ（聖ルドミラ）の薫陶を受け、キリスト教徒の公として、18歳の時にボヘミア公に就く。彼はキリスト教を広くボヘミアに広め、後に聖ヴィート大聖堂へと発展する教会を始め、多数の教会を建立する。また神聖ローマ帝国に臣従してその力を借りて布教を行った。
ヴァーツラフ1世の転向は、ボヘミアの貴族たちに深刻な危機意識を齎し、神聖ローマ帝国に屈した裏切り者で異端者のヴァーツラフ1世を排除するため、貴族たちは連合し、公の弟ボレスラフもこれに加わった。935年9月の「聖コスマスと聖ダミアヌス」の祝祭に、ボレスラフは兄を誘って、祝いの為、教会へとやって来た兄を暗殺する。ボレスラフはヴァーツラフ1世の後を襲ってボヘミア公となる。
ヴァーツラフ1世はその死後、数々の奇蹟が起こったことと殉教の故に列聖され聖人となる。彼は、チェコ（ボヘミア）の守護聖人として人々の崇敬を受けている。

## 英語歌詞
Good King Wenceslas looked out on the feast of Stephen,

When the snow lay round about, deep and crisp and even;

Brightly shone the moon that night, tho' the frost was cruel,

When a poor man came in sight gath'ring winter fuel.

"Hither, page, and stand by me, if thou know'st it, telling,

Yonder peasant, who is he? Where and what his dwelling?"

"Sire, he lives a good league hence, underneath the mountain;

Right against the forest fence, by Saint Agnes' fountain."

"Bring me flesh, and bring me wine, bring me pine logs hither:

Thou and I will see him dine, when we bear them thither."

Page and monarch, forth they went, forth they went together;

Through the rude wind's wild lament and the bitter weather.

"Sire, the night is darker now, and the wind blows stronger;

Fails my heart, I know not how, I can go no longer."

"Mark my footsteps, my good page. Tread thou in them boldly:

Thou shalt find the winter's rage freeze thy blood less coldly."

In his master's steps he trod, where the snow lay dinted;

Heat was in the very sod which the saint had printed.

Therefore, Christian men, be sure, wealth or rank possessing,

Ye who now will bless the poor, shall yourselves find blessing.

### 歌詞大意
善良なるウェンセスラス王は、聖ステファンの目出度き日に、城より外を見し

雪がそのあたりに降り積もり、深く鋭く、一面を覆いけりしとき

月が煌々と輝きし夜ではあれども、霜は峻厳にすべてを氷らせり

貧しき男、寒さをしのぐ薪を集めし姿、王の目に留まりしとき

「来たれ、小姓よ、余の傍らに立ち、もし知るならば余に答えよ

彼方の小作農、何ものなるや？　その住処ぞいずこ、いかなるものぞ？」

「我が君、かの者、ここより1リーグ遙か、山の麓にて

森の境界柵に面し、しかして聖アグネスの泉のわきに住みたり」

「小姓よ、肉を持ち来たれ、葡萄酒を、松の薪を持ち来たれ

余とそなたは、これらを担いて彼方に運び、貧しき男に馳走を分けん」

君主と小姓は、道を進みけり、困難な道を共に進みけり

過酷な風が荒々しく叫びをあげる、冬の恐るべき気象のなかを

「我が君、今はや夜は深く暮れ、風の勢いぞますます強し

我が心くじけ、なすすべなくして、もはや進むことかなわじ」

「余の小姓よ、余の足跡を見失うな、こころ雄々しく余の後に続け

されば、荒れ狂う冬の吹雪が冷やす、そなたの血もいささか暖まらん」

主の足跡を小姓は辿れり、雪はくぼみて歩みは易しけり

いかでかまこと芝土の現れ、熱を恵む、聖者の歩みが奇蹟齎せり

そが故に、知るがよい、キリストの信徒、富と身分持つ豊かな者らよ

貧しき者に恵み与えし者、おのが身に恵みと祝福の賜物を得ん

## ポピュラー歌手によるカバーの例
- 1966年： ジョーン・バエズ - 「ノエル（Noel）」
- 1974年： The Choir of St John's College, Cambridge - Christmas at St John's
- 1989年： R.E.M. - 1989 Holiday Fanclub single
- 1995年： ロリーナ・マッケニット（Loreena McKennitt） - A Winter Garden
- 2004年： Tonus Peregrinus - The Naxos Book of Carols